# Charlie Byrd

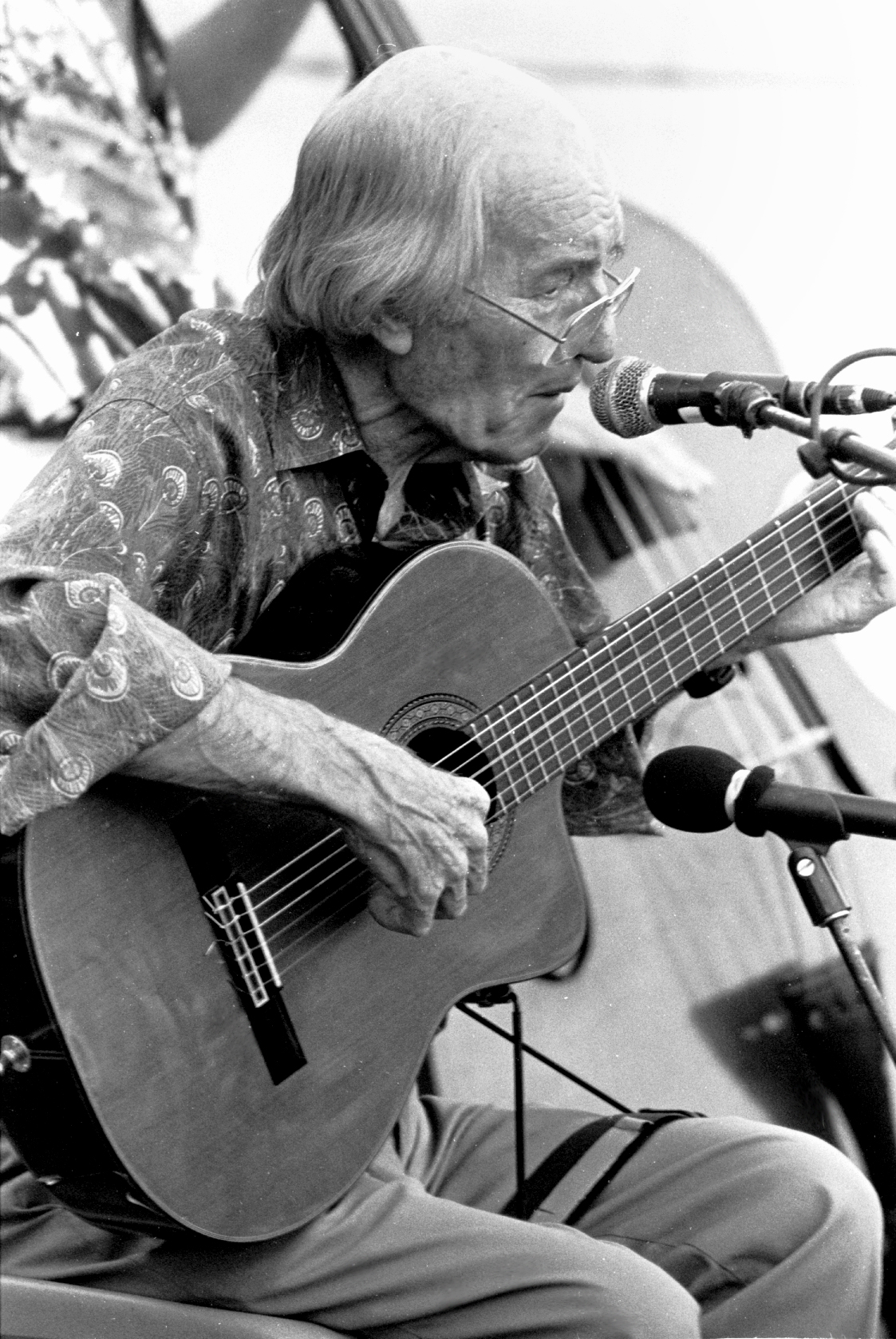
Charlie Byrd 1997

Charlie Byrd (* 16. September 1925 in Suffolk, Virginia; † 2. Dezember 1999 in Annapolis, Maryland) war ein US-amerikanischer Jazzgitarrist.

## Leben
Charlie Byrd, eigentlich Charles L. Byrd, wurde in den 1950er Jahren zu einem der populärsten Gitarristen in den Vereinigten Staaten, zunächst an der amerikanischen Ostküste, später in ganz Amerika, dessen legendärer Ruf aufgrund seiner Konzerte und seiner ersten Schallplattenveröffentlichungen entstand. Byrd wurde 1962 inner- und außerhalb Amerikas berühmt, als sein Name untrennbar mit der Musik der Bossa Nova verbunden war, einer modifizierten Samba aus Brasilien, die in den USA einen wahren Bossa-Nova-Boom auslöste. Charlie Byrd war sowohl im Jazz als auch in der Klassik zu Hause und hatte sich beständig zu beidem bekannt. Er war einer der Instrumentalisten, die erfolgreich Jazz und Klassik miteinander verbanden. Er war als „Vater des Nylonstring-Jazz“ sogar seinerzeit der einzige klassische Gitarrist der Jazzszene. Seit 1963 spielte in seinem Trio sein jüngerer Bruder Joe „Gene“ Byrd.

## Wirken
Byrds Repertoire der klassischen Gitarrenliteratur reichte von der spanischen Renaissancemusik bis hin zu Werken des 19. und 20. Jahrhunderts aus Mittel- und Lateinamerika. Sein Studium der klassischen Fingerspieltechnik auf der unverstärkten Spanischen Gitarre befähigte ihn, Kompositionen zu spielen, die denen anderer klassischer Gitarristen nicht nachstanden. So wurde er bald zu einem Musiker, der auch als Sologitarrist auf der klassischen Gitarre beachtliche Erfolge erzielte.
Darüber hinaus wandte er die Technik der klassischen Gitarre auf verschiedene Jazzstile an und versuchte, europäische Traditionen mit afro-amerikanischen Jazzattributen zu verschmelzen. Dazu kam ein tiefes Verständnis für den Blues, den er zeitlebens schätzte. Er integrierte zahlreiche Fremdkompositionen mit verschiedenen musikalischen Stilen in sein Repertoire und schuf dennoch seinen eigenen Stil. Seine hochentwickelte spanische und lateinamerikanische Technik auf der klassischen Gitarre ermöglichte es ihm, wie wohl keinem anderen Gitarristen vor ihm, neue Bereiche im Jazz zu erschließen. Er verband nach einer Brasilien-Reise im Jahr 1961 brasilianische Rhythmen mit nordamerikanischem Jazz und bekam so ab 1962, gemeinsam mit dem Saxophonisten Stan Getz, eine Schlüsselrolle bei der Etablierung des Bossa Nova in den Vereinigten Staaten. Das gemeinsame Album Jazz Samba stand im März 1963 für eine Woche auf Platz eins der US-Alben-Charts.
Charlie Byrd, der zunächst gleichermaßen auf der akustischen wie auf der elektrischen Gitarre spielte, blieb später bis auf wenige Ausnahmen bei der unverstärkten Gitarre, die er in kleinen Ensembles akustisch für tragfähig genug hielt; dies verlieh seinen Auftritten oft einen kammermusikalischen Charakter. Dass er beständig dabei blieb, die Spieltechniken der Spanischen Gitarre auf den Jazz anzuwenden, war seinerzeit recht ungewöhnlich, zeugte aber von großem Selbstvertrauen, und der Erfolg beim Publikum gab ihm recht.
Im durch Bass und Schlagzeug unterstützten Gitarrentrio Great Guitars spielte er in den 1970er Jahren mit Barney Kessel und Herb Ellis.

## Diskografische Hinweise
Alben unter eigenem Namen
- Jazz Recital (Savoy, 1957) mit Al Lucas, Bobby Donaldson sowie Tom Newsom
- Byrd’s Word (OJC, 1958)
- Mr Guitar (OJC, 1959) mit Keter Betts
- The Guitar Artistry of Charlie Byrd (1960), mit Keter Betts und Buddy Deppenschmidt
- Blues Sonata (1961), mit Keter Betts und Buddy Deppenschmidt
- Latin Impressions (Riverside Records, 1962); wiederaufgelegt 2012 als Jazzplus: Latin Impressions; enthält auch Bossa Nova Pelos Passaros.[4]
- Three Guitars (Concord, 1974) mit Herb Ellis, Johnny Rae
- Du Hot Club De Concord (Concord, 1995) Hendrik Meurkens, Frank Vignola, Michael Moore
- Laurindo Almeida, Carlos Barbosa-Lima, Charlie Byrd: Music of the Brazilian Masters (1997)
- Stan Getz & Charlie Byrd: Jazz Samba (Verve, 1962)

Alben als Sideman
- Ken Peplowski: It’s a Lonesome Old Town (Concord, 1995)